# Карл Уиман
Карл Едуин Уиман (на английски: Carl Edwin Wieman) е американски физик. През 2001 г. получава Нобелова награда за физика, заедно с Ерик Алин Корнел и Волфганг Кетерле, „за постигането на Бозе-Айнщайнова кондензация в разредни газове от атоми на алкалните елементи и за ранните фундаментални изследвания на свойствата на кондензациите“.

## Биография
Роден е на 26 март 1951 г. в Корвалис, Орегон, САЩ. Завършва Станфордския университет през 1977 г. Професор е по физика в Колорадския университет в Боулдър.